# 月世界最初の人間

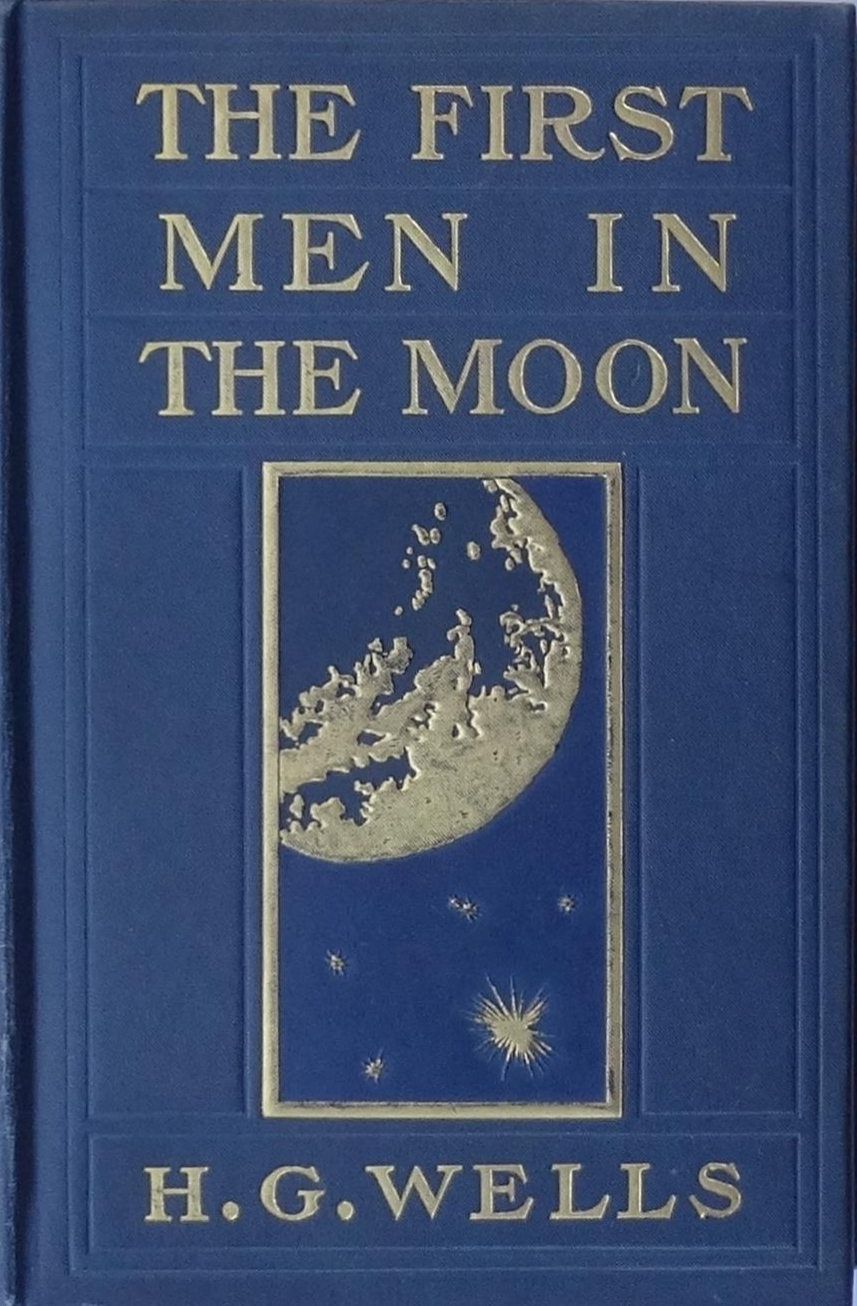

『月世界最初の人間』（げっせかいさいしょのにんげん、原題 The First Men in the Moon ）は、イギリスの作家ハーバート・ジョージ・ウェルズが書いた長編小説で、黎明期のサイエンス・フィクションである。初版は1901年に刊行された。題名の通り、語り手と発明家ケイヴァーという二人の男による人類初の月世界旅行を描いている。宇宙旅行（月旅行）テーマの古典の一つである（同時に、地球人から見た月人の社会を題材にしたディストピア小説でもある）。語り手はベッドフォードという男で、物語は彼の手記という形式を取る。
ウェルズと共に「SFの父」と呼ばれるジュール・ヴェルヌは、『地球から月へ』（1865年）と『月世界へ行く』（1869年）の二部作（→月世界旅行）において、「大砲」という現実的なガジェットを用いて人間を月に送り込んだ。それに対しH・G・ウェルズが本作で「反重力物質」という空想的なガジェットを使用したことは、彼ら二人の差異を示す好例として良く取り上げられる。
日本語訳されたものの題名は『月世界最初の人間』の他に、『月世界旅行』、『月世界探検』、『月世界地底探検』など多種ある（→#主要な日本語訳）。1964年にアメリカで映画化された。

## ストーリー

### 1から5章
舞台はイギリス。若い事業家のベッドフォード (Bedford) は、借金取りから逃れて田舎（ケント州リンプネ）にやってくる。彼はこの地で戯曲家に転向することを目論むが筆は進まず、そんな中、奇矯な男ケイヴァー (Cavor) と偶然に知り合う。彼は近所に住む市井の科学者で、「重力を遮断する物質」の開発に取り組んでいた。完成した物質はケイヴァーリット (cavorite) と名付けられ、その商業的利用価値を見込んだベッドフォードはケイヴァーの協力者になる。二人はケイヴァーリット利用の宇宙船（本編中では「球体」と呼ばれる）を作り出し、月へ飛び立つ。月＝地球間の飛行（所要時間は明らかにされていない）は大過なく完遂される。

### 6から10章
月に着陸した二人は、凍っていた空気が夜明けと共に溶け、呼吸が可能になったことを知って外に出る。そして、気温が上がるにつれ植物が芽を出し、急激に成長する様子を目撃する。しかし、低重力を楽しんでいるうちに、ケイヴァーとベッドフォードは繁茂した植物のせいで宇宙船を見失ってしまう。月面を彷徨っていると彼らは巨大な「月牛」に遭遇し、続いて昆虫のような月人の存在に気付く。はじめ彼らは月人を避けるが、空腹のあまり食べたキノコにあった向精神作用のため月人たちに襲い掛かかってしまい、逆に捕らえられ、意識を失う。

### 11から18章
目を覚ますと、二人は縛られた状態で月の地下にいた。より深くへ連行される二人だが、ケイヴァーは月人と話し合おうとし逆にベッドフォードは強硬な姿勢を取ろうとする。結局、月人の処遇に逆上したベッドフォードが鎖を引きちぎり、地球人の筋力の優位に任せて月人たちを蹴散らす。ケイヴァーは乗り気ではないものの彼らは共に逃げ、戦い、地表に辿り着く。地表では、すでに日暮れがせまっていた。二人は手分けして球体を探す。気温が下がり、植物が枯れていく中、ベッドフォードの方が球体を発見する。彼はケイヴァーと合流しようとするが集合地点にケイヴァーの姿はなく、代わりに「怪我をして、月人に捕まりそうである」という内容の、血が付いた置手紙を見つける。ベッドフォードは凍死寸前で独り球体に戻り、球体を離陸させる。

### 19から25章
見様見真似の操縦法で、ベッドフォードは幸運にもイギリス沿岸（リトルストーン）に軟着水する。球体は近所の子供のいたずらにより失われる。ベッドフォードは月から持ち帰った純金で当座の金を作り、自分の体験記を書き記し、雑誌に掲載する。戯曲の執筆も再開しようとしていたある日、オランダ人科学者ヴェンディゲー氏が月からの通信を傍受しているという報せを受け、ベッドフォードは彼の下を訪ねる。それはケイヴァーからの通信だった。
通信は途切れがちだが、ヴェンディゲー氏とベッドフォードは以下のような内容を読み取る。「ケイヴァーは月人に捕まって数百kmの地下に連れて行かれた。月人は（アリのように）職業・階級で肉体構造が全く異なる生物で、大きくは労働者階級と知識階級に分かれる。ケイヴァーは通訳として付けられた『フィウー』、『チパフ』という知識階級の月人に英語を教えて、意思を疎通できるようになる。はじめは優遇されて通信機を作ることも黙認され、月の支配者『グランド・ルナー』とも謁見する。しかしその場で地球の民主主義や地球人がみな同じような肉体を持っていること、地球全土が統一されておらず国家間で戦争が絶えないこと、などの『危険思想』を話してしまう。」
これによって月人はケイヴァーを危険視するようになったらしく、以降の通信は月人に妨害されているようだと地球側は推測する。最後の通信は自分の軽挙を悔やみ、大急ぎでケイヴァーリットの製造法を伝えようとする内容だったが、語り初めで途切れてしまう。ケイヴァーは月人に処分されてしまったのだ、とベッドフォードが推察するところで物語は終わる。

## 映画版
本作は、1964年、特撮レイ・ハリーハウゼン、監督ネイザン・ジュラン、脚本ナイジェル・ニールによってアメリカ合衆国で映画化された。題名は頭の"The"が取れた"First Men in the Moon"（日本語タイトルは「H・G・ウェルズの月世界探検」）。長さは103分。プロットは、やや変更・簡略化されている。
原作からの主な変更点は、第一に「国連による人類初の月面着陸船が、ケイヴァーらが何十年も昔に着陸した痕跡を見つける」という導入部が付け加えられたこと。第二に、キャスリーンという（ベッドフォードと恋仲の）女性が登場し、月へも同行することである。
ヴェルヌの作品および本作を元にした1902年の映画については月世界旅行#派生作品を参照。

## 主要な日本語訳
本節では戦後に出版されたものを記載した。

### 完訳
- 赤坂長義訳『月世界旅行』角川書房（角川文庫）、1967年
- 白木茂訳『月世界最初の人間』早川書房（ハヤカワ・SF・シリーズ）、1962年

### 児童向け抄訳
- 塩谷太郎訳『月世界探検』岩崎書店（エスエフ世界の名作）、1966年
  - 改版 - 『月世界探検』同上（SFこども図書館、1976年）、『月世界最初の人間』同上（冒険ファンタジー名作選、2004年）
- 白木茂訳のもの
  - 『月世界たんけん』（偕成社、1958年）、『月世界地底探検』（岩崎書店、1961年）、『月の地底都市』（岩崎書店、1970年）

## 関連作品
- アウターゾーン
  - 光原伸の漫画作品。連載第64 - 67話「目標:月世界!!」にてケイヴァーリット（作中では「ケイバライト合金」と呼称）が劇中の重要な要素として登場する。

## 参考資料
- 角川文庫版『月世界旅行』
- 『世界のSF文学総解説』自由国民社、1990年改定版
- Wikipedia英語版 - en:The First Men in the Moon, en:First Men in the Moon